# Rio Gonçalves Dias
Rio Gonçalves Dias är ett vattendrag i Brasilien.   Det ligger i delstaten Paraná, i den södra delen av landet, 1 200 km sydväst om huvudstaden Brasília.
Omgivningarna runt Rio Gonçalves Dias är en mosaik av jordbruksmark och naturlig växtlighet. Runt Rio Gonçalves Dias är det glesbefolkat, med 19 invånare per kvadratkilometer.